# 20586 Elizkolod
20586 Elizkolod è un asteroide della fascia principale. Scoperto nel 1999, presenta un'orbita caratterizzata da un semiasse maggiore pari a 2,7655952 UA e da un'eccentricità di 0,0794415, inclinata di 6,12675° rispetto all'eclittica.